# Тун-Гогенштейн, Фридрих фон
Граф Фридрих Франц Йозеф Михаэль фон Тун-Гогенштейн (нем. Friedrich Franz Joseph Michael Graf von Thun und Hohenstein; 8 мая 1810 — 24 сентября 1881) — австрийский политический деятель и дипломат.

## Биография
В 1847—1850 годах был посланником в Стокгольме, потом — в Мюнхене. С 1850—52 годах был австрийским представителем в Бундестаге (во Франкфурте-на-Майне) и его президентом; в 1852 году сменил это звание на пост чрезвычайного посла при берлинском дворе. С 1855—1857 годах состоял при генерале Радецком, генерал-губернаторе Ломбардо-Венецианского королевства. В 1857 году назначен послом в Петербург; в 1863 году вышел в отставку. С 1867 года заседал, как представитель крупного землевладения, в богемском ландтаге, а в 1879 году сверх того призван в венскую Палату господ; и там, и тут он представлял партию феодального землевладения с сильным клерикальным оттенком.